# Costul cunoașterii

Logo-ul campaniei

Costul cunoașterii este un protest al cadrelor universitare împotriva practicilor de afaceri ale editorului de reviste academice Elsevier. Printre motivele protestelor s-au numărat apelul la prețuri mai mici pentru reviste și promovarea accesului deschis la informație. Principala activitate a proiectului a fost de a cere cercetătorilor să semneze o declarație prin care se angajează să nu sprijine reviste Elsevier prin publicarea, efectuarea de evaluări peer review sau furnizarea de servicii editoriale pentru aceste reviste.

## Istoric
Înainte de apariția Internetului era dificil pentru cercetători să distribuie articole care prezentau rezultatele cercetării lor. Astfel, editorii au prestat diverse servicii, inclusiv corecturi, compoziție, copiere, tipărire și distribuție la nivel mondial. În vremuri mai recente, se așteaptă ca toți cercetătorii să ofere editorilor copii digitale ale lucrărilor lor, care nu au mai avut nevoie de procesare – cu alte cuvinte, cercetătorul modern să îndeplinească, adesea gratuit, sarcinile atribuite în mod obișnuit editorului și pentru care, de obicei, editorul este plătit. Pentru distribuția digitală, imprimarea nu este necesară, copierea este (aproape) gratuită, iar distribuția la nivel mondial are loc instantaneu online. Tehnologia internetului și, odată cu aceasta, scăderea semnificativă a costurilor generale menționate mai sus, a permis celor patru mari edituri științifice – Elsevier, Springer, Wiley și Informa – să-și reducă cheltuielile astfel încât să poată genera în mod constant marje brute pe venituri de peste 33%.

### Demisiile comisiilor editoriale
În 2006, cei nouă membri ai consiliului editorial al revistei de matematică publicată de Elsevier, Topology, a Universității Oxford, și-au dat demisia pentru că au convenit între ei că politica editorială a Elsevier a avut „un efect semnificativ și dăunător asupra reputației revistei Topology în comunitatea științifică matematică”. Un purtător de cuvânt Elsevier a contestat această afirmație, spunând că „acest lucru constituie în continuare un eveniment destul de rar” și că jurnalul „este de fapt disponibil astăzi pentru mai mulți oameni decât oricând”. Jurnaliștii recunosc acest eveniment ca parte a precedentului campaniei Costul cunoașterii. În 2008, Journal of Topology a început independent de Elsevier, iar Topology a încetat să mai fie publicat în 2009.
Asemănător, în 2015, întregul comitet editorial al revistei Elsevier, Lingua, a demisionat și a înființat o nouă revistă cu acces deschis numită Glossa. Lingua a continuat să existe, deși cu un impact mai scăzut și cu o altfel de reputație.

### Schimbare de la status quo
La 21 ianuarie 2012, matematicianul Timothy Gowers a propus boicotarea celor de la Elsevier printr-o postare pe blogul său personal. Această postare pe blog a atras suficientă atenție încât alte surse media au considerat-o ca făcând parte din începutul unei mișcări. Cele trei motive pe care le-a invocat pentru boicot sunt prețurile ridicate ale abonamentelor pentru reviste individuale, gruparea abonamentelor la reviste de valoare și importanță diferite și sprijinul lui Elsevier pentru SOPA, PROTECT IP Act și Research Works Act. „Declarația de scop” de pe site-ul web Cost of Knowledge explică că Elsevier a fost ales ca un punct inițial pentru nemulțumire din cauza „sentimentului larg răspândit în rândul matematicienilor că ei sunt cel mai rău infractor”. Declarația menționează în continuare și alte „scandaluri, procese, lobby, etc”. ca motive pentru a se concentra asupra Elsevier.
Elsevier a contestat afirmațiile, argumentând că prețurile lor sunt sub prețul piaței și afirmând că gruparea este doar una dintre mai multe opțiuni diferite disponibile pentru a cumpăra acces la revistele Elsevier. De asemenea, compania a susținut că marjele sale considerabile de profit sunt „pur și simplu o consecință a funcționării eficiente a companiei”. Criticii Elsevier susțin că în 2010, 36% din veniturile delcarate de Elsevier, 3,2 miliarde de dolari, au fost profit. Elsevier a susținut că are o marjă operațională de 25,7% în 2010.

### Impact și receptarea de către public
Un studiu din 2016 care evaluează boicotul a afirmat că în ultimii patru ani 38% dintre semnatari și-au abandonat angajamentul de a nu publica într-o revistă Elsevier și că doar aproximativ 5000 de cercetători încă boicotau explicit Elsevier, publicând în altă parte. Se concluzionează că „Puțini cercetători au semnat petiția în ultimii ani, dând astfel impresia că boicotul și-a urmat cursul”.
În februarie 2012, analiștii băncii Exane Paribas au semnalat că prețurile acțiunilor companiei Elsevier au scăzut din cauza boicotului. Dennis Snower a criticat monopolul editorilor științifici, dar a spus, totodată, că nu a sprijinit boicotul, deși el însuși este redactor-șef al unei reviste cu acces deschis despre economie. El consideră că ar trebui încurajată mai multă competiție între diferitele reviste. S-a raportat că Senatul Universității din Kansas ia în considerare să se alăture boicotului lui Elsevier.
În 2019, sistemul Universității din California (UC) a anunțat că își anulează abonamentele Elsevier, invocând costuri mari și lipsa accesului deschis. Demersuri asemănătoare s-au făcut și de către alte universități, inclusiv MIT în 2020, SUNY în 2020, Florida State University în 2018, UNC Chapel Hill în 2020, și Louisiana State University în 2019. În 2021, sistemul UC a negociat un nou acord „pilot” de 4 ani cu Elsevier, care le permite cercetătorilor UC să publice în reviste Elsevier pe bază de acces deschis și restabilește accesul la reviste Elsevier pentru bibliotecile UC, în urma unor activități deschise similare. acorduri de acces cu Universitatea Carnegie Mellon în 2019 (pe 4 ani) și cu sistemul universitar norvegian în 2019 (pe 2 ani).
Făcând aluzie la revoluțiile Primăverii Arabe, cotidianul german Frankfurter Allgemeine Zeitung a numit mișcarea „ Primăvara Academică ” ( germană Akademischer Frühling Când revista britanică Wellcome Trust și-a luat angajamentul de a deschide știința, The Guardian a numit în mod similar această inițiativă „Primăvara Academică”. După anunțul celor de la Wellcome Trust, campania The Cost of Knowledge a fost recunoscută de The Guardian drept începutul a ceva nou.

## Site-ul web

Angajamentul pe care îl cere campania.

A apărut și un site web numit „Cost of Knowledge”, invitând cercetătorii și savanții să-și declare angajamentul de a nu trimite lucrări la Elsevier, de a nu recenza articole pentru Elsevier și de a nu participa în consiliile editoriale.

## Semnatarii
La 8 februarie 2012, 34 de matematicieni proeminenți care au semnat The Cost of Knowledge au lansat o declarație de scop comună prin care erau explicate motivele din spatele protestului. Pe lângă Timothy Gowers, Ingrid Daubechies, Juan J. Manfredi, se numără printre semnatari și Terence Tao, Wendelin Werner, Scott Aaronson, László Lovász și John Baez. Mulți semnatari sunt cercetători în domeniile matematicii, informaticii și biologiei. La 1 februarie 2012, declarația avea o mie de semnatari. Până în noiembrie 2018, peste 17 000 de cercetători au semnat petiția. Succesul petiției a fost disputat.

## Reacția Elsevier
La 27 februarie 2012, Elsevier a emis o declarație pe situl web în care a declarat că și-a retras sprijinul pentru „Research Works Act. Deși mișcarea Cost of Knowledge nu a fost menționată, declarația a indicat speranța că mutarea va „ajuta la crearea unui climat mai puțin înfocat și mai productiv” pentru discuțiile în curs cu finanțatorii cercetării. La câteva ore după declarația Elsevier, reprezentanții Darrell Issa și Carolyn Maloney, care au fost sponsori ai proiectului de lege, au emis o declarație comună în care spun că nu vor promova proiectul de lege în Congresul American. Anterior, Mike Taylor de la Universitatea din Bristol i-a acuzat pe Issa și Maloney că sunt motivați de donațiile generoase pe care le-au primit de la Elsevier în 2011.
În timp ce participanții la boicot au sărbătorit renunțarea la Research Works Act, Elsevier a negat că acțiunea lor a fost rezultatul boicotului și a declarat că au întreprins această acțiune la cererea acelor cercetători care nu au participat la boicot.
În aceeași zi, Elsevier a lansat o scrisoare deschisă către comunitate științifică a matematicienilor, afirmând că obiectivul său este de a reduce prețurile la 11 USD/articol sau mai puțin. Elsevier a deschis, de asemenea, arhivele a 14 reviste de matematică pornind din 1995, cu un embargo de 4 ani. La sfârșitul anului 2012, Elsevier a făcut ca toate revistele sale de „matematică primară” să aibă acces liber până în 2008. Boicotul rămâne în vigoare.